# Idith Zertal
Idith Zertal, née le 12 novembre 1945 à Ein Shemer, est une historienne et journaliste israélienne. Elle est professeur d'histoire moderne au Centre interdisciplinaire d'Herzliya et à l'université hébraïque de Jérusalem. 
Ses travaux portent sur l'histoire d'Israël, et sur une critique des rapports vis-à-vis de la Shoah et du sionisme.

## Jeunesse
Ses parents appartenaient au mouvement Hashomer Hatzair et se sont installés dans un kibboutz de gauche au sud d’Haïfa. Son père s’engage dans l’armée britannique durant la Seconde Guerre mondiale, puis se rend en Europe pour participer à l’aide aux survivants de la Shoah. Née sous le nom d’Idith Zylbertal, elle change d’état-civil en 1958.

## Carrière
Après une carrière de journalisme, Zertal commence une carrière de professeur d'histoire et d'anthropologie culturelle à l'université hébraïque de Jérusalem. Elle a été professeur invité de plusieurs universités, dont l'université de Chicago et l'École des hautes études en sciences sociales de Paris[réf. nécessaire]. 
Idith Zertal est considérée comme faisant partie des « nouveaux historiens israéliens ». Elle s'est intéressée, dans Des rescapés pour un État, à la politique sioniste d'immigration qui suit la fin de la Seconde Guerre mondiale à destination des rescapés des camps d'extermination nazis, et en particulier la divergence d'intérêts entre la communauté juive de Palestine et les rescapés. Selon elle, si les organisations sionistes agissaient dans le sens des intérêts des victimes de la Solution finale, il y eut aussi une instrumentalisation politique de cette souffrance afin de combattre les quotas d'immigration imposés par la Grande-Bretagne. Zertal met en lumière une autre ligne de fracture : celle entre la diaspora juive et les Juifs de Palestine, ces derniers étant selon elle habités par le remords de n'avoir pas fait assez pour sauver les Juifs d'Europe.
Dans La nation et la mort, elle s'interroge sur la place de la Shoah dans le discours et la politique d'Israël. Elle accuse notamment l'État juif d'instrumentaliser la Shoah pour justifier « les abus des Palestiniens ». Ce livre, devenu un classique, est traduit en huit langues en moins de dix ans.
Elle rédige également un livre critique de l'occupation des Territoires palestiniens occupés
Elle traduit et fait publier l’œuvre d’Hannah Arendt en hébreu,.

## Activités politiques
Idith Zertel est membre du parti politique israélien Meretz et est classée 86e sur la liste du parti aux élections parlementaires de 2013.
Critique de la politique en Israël, elle s'exprime en faveur du mouvement refuznik qui refusent de servir dans les Territoires palestiniens occupés, en faveur d'un boycott des compagnies israéliennes actives en Cisjordanie et contre la reconnaissance d'un antisémitisme dans l'antisionisme.

## Publications

### En français
- Des Rescapés pour un État, Paris : Calmann-Lévy, 2000  (ISBN 2702130704)
- La Nation et la mort : la Shoah dans le discours et la politique d'Israël, Paris : Éditions La Découverte, 2008  (ISBN 2-70715379-6)
- Les Seigneurs de la terre. Histoire de la colonisation israélienne des territoires occupés, Paris : Seuil, 2013 (avec Akiva Eldar)  (ISBN 978-2-02-108002-5)
- « Connaissance et culpabilité. Les Juifs de Palestine face à l’extermination des Juifs en Europe », Annales. Économies, Sociétés, Civilisations, 1993, volume 48, no 3, p. 679-690.
- « Au nom de la Shoah », Manière de Voir no 98, avril-mai 2008

### En anglais
- From Catastrophe to Power: The Holocaust Survivors and the Emergence of Israel, Berkeley, University of California Press, 1998,  (ISBN 0-52021578-8)
- Israel's Holocaust and the Politics of Nationhood, Cambridge, Cambridge University Press, 2005  (ISBN 0-52185096-7)
- Lords of the Land: The War for Israel's Settlements in the Occupied Territories, 1967-2007, New York, Nation Books, 2007,  (ISBN 1-56858370-2)